# Белене
Вижте пояснителната страница за други значения на Белене.
Бѐлене е град в Северна България. Градът е административен център на община Белене. По данни на ГРАО към 15 септември 2023 г. в града живеят 7015 души по настоящ адрес и 7646 души по постоянен адрес.

## География

### Местоположение
Белене се намира в Област Плевен – на 60 км в североизточна посока от областния център Плевен и в близост до град Свищов – 26 км. Другите близки градове са Никопол – 37 км на запад от Белене и Левски на юг – 46 км.

### Релеф
Релефът на общината е предимно равнинен. Надморската височина на Беленската низина е 20,80 м. Землището на град Белене обхваща заливната тераса на река Дунав, която е отводнена през 1947 г. с насипна дига, мрежа от помпени станции и отводнителни и напоителни канали. Най-високата точка е при с. Деко̀в – 35 м., а най-ниската в гр. Белене – 20 м. Строителството на защитната дига в Дунавския участък Свищов – Белене – Никопол е извършено в периода 1939 – 1947 г., но е проектирано значително по-рано. Първо е построена дигата от Свищов до Белене, с което е отводнена около 60 000 дка плодородна земя, която дотогава е неизползваема поради честите заливания от Дунав и невъзможността да бъде засадена с каквото и да е. В строителството вземат масово участие местните жители и трудоваците от специално създадената за целта 13 дружина. Дигата е дълга около 16 км, от които през 1939, 1940 и 1941 г. са построени 7 км, през 1942 г. – 6 км. дига, а през 1943 г. и останалите 3 км. През юни 1947 г. започва изграждането на дигата Белене – Никопол, дълга 17 км и 300 м. Построена е за 5 месеца, от юни до октомври 1947 г. За издигането на дигата са изкопани 1 300 000 м³. пръст. На нея се трудили 4000 души трудоваци от Пета трудова дружина от Велико Търново. Всеки ден са работили по 400 волски впряга само от Белене. В строителството вземат участие всички села от Свищовска и Никополска околии. Главен организатор на строителството от Белене е тогавашният кмет Йосиф Вартоломеев Колипатков. С построяването на дигата се пресушават Беленското и Свищовското блата и се усвоява плодородната земя на Беленската низина. От друга страна това довежда до нарушаване на екологичното равновесие в региона, изразяващо се преди всичко в рязко намаляване на местообитанията и количеството на водолюбивите птици и рибата.
Беленската низина е старо, изоставено легло на р. Дунав, запълнено с наносни материали и льос. Тя е една от най-големите и плодородни низини по Българското Дунавско крайбрежие, разположена между Свищов и Никопол, с дължина 38 км.
Град Белене е единственият български дунавски град, който не се развива като пристанище. Причината за това е, че точно срещу него се намира Беленският Дунавски архипелаг и талвегът минава откъм северната страна на Архипелага, т.е. край град Белене минава един широк (от 250 до 500 м) дунавски ръкав, който е сравнително плитък и с непостоянна дълбочина. Това е обусловено от специфичното проявление на русловите процеси на реката тук, които водят до непрекъснато наслагване на инертни материали (чакъл и пясък). Даже и след като с помощта на драги-дълбачки и мощни земснаряди се увеличи дълбочината на дунавския ръкав, много скоро след това реката възстановява наносите и ръкавът става отново плитък. Най-близкото пристанище и граничен контролно-пропускателен пункт се намират в гр. Свищов. През 2010 г. е завършен и изграден фериботен терминал в гр. Никопол, осъществяващ връзка с гр. Турну Мъгуреле в Румъния.

### Почви
Доминират черноземите (карбонатни/кестеняви – calcaric/kastanik, CHk; обикновени – haplic, CHh; глееви – gleyic CHg; лесивирани – luvic, CHI. Специфични са по-обширните площи на фаоземите обикновени (haplic, PHh); лувикови (luvic, PHI); пясъчните (Arenosols); засолените (Solnochaks). По дунавските острови и заливната тераса на низината се срещат алувиални, алувиално-ливадни и блатни почви. Всички тези почви са високоплодородни и благоприятстват отглеждането на голям брой селскостопански култури и развитието на животновъдството. Растителността е представена от дървесни видове – върби, тополи, трепетлика, черна елша, липа, а така също и блатна растителност (главно тръстика), храсти, тревни формации и пасища.

### Климат
Районът попада в централната част на Средния климатичен район на Дунавската хълмиста равнина, в умерено-континенталната климатична подобласт от Европейско-континенталната климатична област. Зимата тук е една от най-студените за условията на България, а лятото твърде горещо. Обичайният ход на времето през десетилетието 2000 г. – 2009 г. съществено се различава от сезонните промени в миналото (до 70-те години на миналия век). Пролетта започва рязко изведнъж, с високи понякога температури от средата на месец март и към месец май се установява типично лятно време. През различните години лятото върви от дъждовно начало, влажно и променливо време по средата и сухо, горещо и ветровито време към края (август и септември). Поради климатичните промени на планетата засягащи всички територии, често се случват и горещи и сухи лета с много малко валежи (2003 г.) последващи от години с много и проливни дъждове (2004, 2005). Тенденцията е да се запазва това редуване на сухи и дъждовни години. Хладното есенно време започва към средата на октомври, като се наблюдава удължаване на есента до средата на месец декември. Мъгли започват да се появяват още в края на септември, а първите есенни слани се образуват в началото на ноември. Типични зимни снеговалежи започват вече много късно, най-рано в края на декември или дори чак през януари. Истинските зимни студове са от порядъка на минус 10, минус 14 – 15 °C, в изключително студени зими (2012) до минус 25 – 26ºС.
Климатът е умерено-континентален и се характеризира със студена зима и горещо лято. През най-студения месец (януари) средномесечната температура е -0,7 °C, а през най-топлия месец на годината (юли) средномесечната температура е 24,5 °C. Абсолютната максимална температура в станция Свищов е 43 °C (август), а абсолютната минимална е -28 °C (януари). Средната годишна температура е 12,36 °C. В тази част на Дунавската равнина се проявява една от най-големите за България средногодишни температурни амплитуди – 25,2 °C.
Районът се характеризира като един от сухите за страната. Средногодишният валеж е 528 mm срещу 650 mm за страната. Режимът на валежите е изразено континентален с максимум през септември – 61 mm и минимум през януари – 29 mm. Максималната годишна сума от валежи съставлява 930 mm (за1964 г.), а минималната от 290 mm (за 1906 г.). Устойчива снежна покривка не се образува всяка зима. Тя е със средна продължителност около 15 дни. Средната дебелина на покривката е около 15 cm. Начална дата на образуване на снежна покривка е около 20 декември, а на разтопяване – 13 март.
В течение на една година има около 100 ясни и толкова облачни дни. Останалото време е с променлива облачност. Най-многобройни ясни дни се наблюдават в август (17 дни).
Режимът на мъглите се характеризира с наличие на гъсти и продължителни мъгли през зимните месеци.
През годината се случват средно около 25 дни с бури. Най-много те се случват през юни (6,9 дни). За 20-годишен период са наблюдавани и отбелязани 68 случая с виелици през зимния период.
Обледенявания се появяват по електропреносните мрежи. В района на Белене аварии от такъв характер не са регистрирани. Градоносни валежи са характерни през летния сезон. Честотата им е сравнително малка. Няма статистика за градоносни валежи в общината. Катастрофални урагани и смерчове също не са регистрирани.
Средната годишна температура на почвата на дълбочина от 2 до 125 cm се движи в пределите 12,9 до 13,4 °C, като нормативната дълбочина на замръзване на почвата е равна на 70 cm. Преобладават ветровете с направление югозапад – 28 %. По-рядко се повтарят ветровете с направление североизток – 23 % и западно направление – 21 %. Съществена особеност за целия климатичен район е значителният брой дни с тихо време. Атмосферното налягане има максимални значения през зимата и минимални през лятото. Атмосферното налягане (барометрично) за гр. Белене с надморска височина 28 – 30 m, е 997 mbar и стандартно отклонение ± 25 mbar, в зависимост от другите параметри на атмосферата (температура, влажност, вятър и други). В годишен размер максималната сумарна слънчева радиация се наблюдава в юни-юли (506 cal/cm²). Най-малък поток сумарна радиация е отбелязана в декември-януари (88 – 84 cal/cm²). Годишната сумарна радиация съставлява 3649 cal/cm².

## Природа

### Води
Водните ресурси в общината са представени от водонапорните подпочвени води. Основно влияние върху водните ресурси на общината естествено оказва р. Дунав. Гъстотата на речната мрежа е под 0,2 км/км² Преобладават подпочвените води. Общата твърдост на водата е висока – от 3 до 11 mg/equ. Главно значение в практическо отношение имат грунтово-поровите води в алувиалните отложения на реката. Алувиалните отложения в Свищовско-Беленската низина са добре изучени във връзка с отводняването на низината, с проучванията за хидрокомплекса „Никопол – Турну Магуреле“ и строителството на АЕЦ Белене. Алувиалните отложения представляват двупластов комплекс с дебелина, изменяща се от юг на север от 3,8 до 20 м. Горният глинесто-песъчлив комплекс е с дебелина около 9 м. Долният пласт на алувия (с дебелина 8 – 9 см) е изграден от чакълесто-песъчлив материал. Запълнителят е предимно от едрозърнест пясък и дребен чакъл. Чакълите са сравнително чисти, но в тях има малко фино- и дребнозърнести примеси.
Изградената отводнителна система целогодишно стабилизира динамиката на подземните води във вътрешността на терасата. При подпор на р. Дунав в крайбрежната ивица от терасата, амплитудата на водните нива се увеличават значително.
Дебелината на льосовия комплекс се изменя, като в северна посока достига 30 – 50 м, докато в южна посока изтънява до 12 – 15 м. Водното ниво обикновено е в льосовите отложения, но независимо от това подземните води са ненапорни. По наклонените терени край река Дунав е проявена най-вече водната и по-слабо ветровата ерозия на почвите. Основната причина за това явление е ниската лесистост в тези терени и неправилната обработка на земята. Поради това, че почвите в района са предимно с лек механичен състав, ерозионните процеси не са достигнали много големи размери.
Важно място в географската характеристика на Община Белене заема река Дунав. Преди всичко тя дава реални възможности да се оформи гр. Белене като важен транспортен възел – съчетаващ воден, автомобилен и железопътен транспорт. Водите се използват и за напояване на селскостопанските култури.

### Защитени територии и ландшафт
На територията община Белене се намира част от природния парк Персина, който обхваща територии и от общините Свищов и Никопол, както групи от островите в българския участък на р. Дунав в този район. Той е единственият природен парк в българския участък на р. Дунав. Обявен е със Заповед № РД-684 на 4 декември 2000 г. от тогавашния министър на околната среда и водите Евдокия Манева. Групата от острови, наречена „Беленски дунавски архипелаг“, се състои от 19 острова, като по-големите са островите Персин, Магареца, Голяма Бързина, Малка Бързина (Бързинчето), Милка, Китка (Кичето, Люта), Камен и др.
Част от националното природно богатство в община Белене е Персина, един от единадесетте природни парка в България, който съхранява ненадминати и уникални естествени местообитания за страната. В границите на общината и Парка е включен и комплексът Беленски острови – най-голямото по площ Рамсарско място в България, състоящо се от 19 острова с различна големина, някои от които непрекъснато променят формата, размерите и местоположението си един спрямо друг. Един от тях е остров Персин (Белене) – най-големият български остров. Той е и най-големият естествен дунавски остров и четвърти по големина по цялото течение на река Дунав, като се има предвид, че по-големите от него са изкуствено създадени. Формата му е елипсовидна, с дължина около 15 км и ширина, достигаща на места до 6 км. В най-високата си част е 23 м, а в най-ниската – 17 м или средно 21 м над морското равнище. Остров Персин е равен и нисък, изграден от речни наноси, с много пясъчни плитчини. В по-голямата си част почвата е наносна, песъчливо-глинеста, сбита, дълбока, с високи подпочвени води. Площта му е обрасла с върбови и тополови гори, храсти от аморфа, къпини, камъш, тръстика, пасища, обработваеми площи и няколко блата, разположени в северната му част и обявени за резерват.
Остров „Персин“ е опасан с околовръстна и с две напречни диги, по които преминават пътища. Около 37 000 дка от остров Персин (о. Белене) са обработваеми земи и пасища. За регулиране нивото на подпочвените води, отводняване и създаване на обработваеми земи е изградена отводнително-напоителна система, състояща се от дигите, отводнителни канали и отводнителните помпени станции „Персин-1“ и „Персин-2“. Има и напоителна помпена станция „Акация“, която вече е неизползваема. Независимо от това, при особено високи води на Дунав, голяма част от остров Персин за дълго време е наводнена. Големи наводнения в района на Беленския Дунавски архипелаг стават през 1897, 1900, март 1942, зимата на 1953, 1970 и 1999 години. На о. Персин се развива дърводобив, земеделие и животновъдство. Първото залесяване на малка площ от о. Персин с топола се извършва през 1939 г. Тук се намира най-известното място за лишаване от свобода в България – Затвор – Белене. Островът е свързан с българския бряг при град Белене посредством мост, изграден от понтони, които са на въоръжение в Българската армия.
Най-важният тип екосистеми в Парка са заливните крайдунавски гори и вътрешни блата. За опазване на тези хабитати са обявени редица защитени територии:
- Резерватите „Китка“ и „Милка“, разположени на едноименните острови от Беленския дунавски архипелаг, обявени с основна цел запазване на първичната характерна растителност и като местообитание на редкия морски орел;
- поддържан резерват „Персински блата“ и защитена местност „Персин изток“, обхващащи източната част на остров Персин, обявени с цел опазване на гнездови колонии на редица видове птици и съхранение на типични заливни гори, блата и блатна растителност;
- Защитена местност „Кайкуша“, разположена на южната граница на Парка, обявена с цел опазване на естественото местообитание на редки водоплаващи птици и растителни видове, както и характерния облик на района.

Друга природна забележителност са 18 вековни дървета (предимно бяла топола т.нар „каваци“), намиращи се на остров Персин, с обиколка между 5 – 6,5 м, височина 23 – 26 м и възраст 150 – 200 г.
На територията на общината се срещат над 170 вида птици, като голяма част са световно застрашени видове – морски орел, малък корморан, червеногуша гъска, белоока потапница, ливаден дърдавец, къдроглав пеликан, мочурно шаварче и др. По време на следгнездовите скитания и миграцията многочислени ята от къдроглави пеликани, големи корморани, сиви гъски, зеленоглави патици и речни чайки се настаняват по пясъчните коси между островите, което превръща комплекса Беленски острови в едно от най-интересните места за изследване на водолюбивите птици.
Изключително разнообразна е и растителността в ПП „Персина“. Описани са 475 вида висши растения, 162 от които са пряко свързани с наличието на вода. Наред с естествените заливни гори от върби и тополи, по рядко ясен и бряст, се срещат някои редки и застрашени видове като жълта водна роза, дяволски орех, блатен спореж, обикновена мехурка, плаваща лейка, лъскаволистна млечка, ръбестостъблен лук, блатно кокиче. Уникалният лонгозен характер на гората се дължи на добре развитите увивни стъбла на дивата лоза и хмела, както и на редките лианни видове гръцки гърбач и увивен устрел, а също така дива тиква и американска бодлива краставица.
Защитените територии в границите на Община Белене (Източник: РИОСВ-Плевен отдел „Биоразнообразие“, План за управление на ПП „Персина““):
- Природен парк „Персина“, землище на гр. Белене, гр. Никопол, гр. Свищов, с. Ореш, с. Драгаш войвода – с площ 21 762,2 ха, обявен Заповед №РД-684 4 декември 2000, включен в Натура 2000 – BG0000396 за хабитатите.
- Защитена зона „Никополско плато“, землище на гр. Белене и община Никопол, с площ 223 ха – обявена със Заповед №841/17 ноември 2008 г., включена в Натура 2000 BG0002074 за опазване на дивите птици.
- Защитена зона „Комплекс Беленски острови“, землище на гр. Белене, с площ 689 ха – обявена със Заповед № РД-82 от 12 февруари 2008 г., включена в Натура 2000 BG0002017 за опазване на дивите птици.
- Защитена зона „Свищовско Беленска низина“, землище на гр. Белене и гр. Свищов, с площ 544 ха – обявена със Заповед № РД-768 от 28 октомври 2008 г., включена в Натура 2000 Да BG000208 за опазване на дивите птици.
- Защитена местност „Киселец“, землище на с. Кулина вода с площ 10 ха, обявена със Заповед 1187/19 април 1976 г., включена в Натура 2000 – BG0000247 „Никополско плато“.
- Защитена местност „Персин – Изток“, землище на гр. Белене с площ 718 ха, обявена със Заповед №1106/2 декември 1981 г. на КОПС., включена в Натура 2000 – BG0002017 Комплекс „Беленски острови“.
- Защитена местност „Кайкуша“, землище на гр. Белене и с. Ореш с площ 240 ха, обявена със Заповед №438/ 2 август 1978 г., включена в Натура 2000 – BG000208 – „Свищовско-Беленска низина“.
- Поддържан резерват „Персински блата“, землище на гр. Белене с площ 385 ха, обявен със Заповед №№1106/2 декември 1981 г. на КОПС., включена в Натура 2000 – BG0002017 Комплекс „Беленски острови“.
- Резерват „Китка“, землище на гр. Белене с площ 25 ха, обявен със Заповед №1106/2 декември 1981 г., включена в Натура 2000 – BG0002017 Комплекс „Беленски острови“.
- Резерват „Милка“, землище на гр. Белене с площ 30 ха, обявен със Заповед Заповед 2245 от 30 декември 1956 г., включена в Натура 2000 – BG0002017 Комплекс „Беленски острови“.

### „Малката делта“ на река Дунав
С това име се нарича Беленският Дунавски архипелаг, състоящ се от 19 острова (сред които и най-големият естествен дунавски остров Персин, обозначаван неправилно на географските карти като о. Белене), два биосферни резервата (Персински блата и Китка), природна забележителност (източната част на о. Персин), естествени заливни гори, наблюдавани от института по заливните гори във Виена и обекти на програмата „Зелен Дунав“ (островите Китка и Милка, на които гнездят по една двойка морски орли). Заради изключително богатата си и разнообразна флора и фауна, Беленският Дунавски архипелаг се нарежда на второ място след Дунавската Делта по своето екологично значение в целия Дунавски басейн и затова е известен и като „Малката делта на река Дунав“. Беленският Дунавски архипелаг е най-големият на Дунав (над 51 000 дка площ и около 18 км дължина), следван от Козлодуйския, Вардимския, Ломския и Силистренския. Започва от км 558, завършва при км 576 и се намира на територията на община Белене, съгласно териториално-административното деление на Република България. Цялата площ на Архипелага е изключителна държавна собственост, заета от гори с държавно значение. Беленският Дунавски архипелаг се състои от 19 острова: Камен, Голяма Бързина, Малка Бързина (Бързинчето), Милка, Китка(Кичето, Люта), Маргарита, Кукудей, Магареца, Щуреца (Белица), Предел, Персин (о. Белене) и пет румънски острова, един от които се казва Малък Кондур. Нивото и русловите процеси на Дунав непрекъснато променят формата, размерите и местоположението един спрямо друг на 4 – 5 от островите на Архипелага. На 7 август 1944 г. в района на км 574 (при о. Бързина) британски самолети извършват бомбардировка над два немски бойни кораба и един товарен австрийски кораб. Корабите са потопени и в резултат на речните наноси около тях се образуват трите малки безименни острова.
Уникалността и екологичното значение на Беленския Дунавски архипелаг се състои в това, че:
- това е най-големият дунавски архипелаг, състоящ се от 19 острова, сред които е и най-големият български остров Персин (о. Белене);
- тук се намират два биосферни резервата – „Персински блата“ и „Китка“, а и целият архипелаг е защитена територия;
- над архипелага се пресичат пътищата на прелетните птици (Via Pontica и Via Aristoteles), много от които гнездят в резерватите на архипелага;
- тук е едно от най-интересните места за наблюдение на водолюбивите птици в България;
- в резервата „Персински блата“ гнездят застрашени от изчезване птици и се срещат редки блатни растения;
- на островите „Милка“ и „Китка“ гнездят по двойка морски орли – много рядко срещан вид, включен в „Червената книга на България“, в световната „Червена книга на фактите“, в книгата „Застрашени птици в Европа“ и „Червена книга на СССР“;
- БДА се нарежда на второ място след Дунавската делта по своето екологично значение, което е с европейско измерение.

Резерватът „Персински блата“ (385,2 ха) се намира в североизточната част на остров Персин (о. Белене) от Беленския Дунавски архипелаг. В резултат на проучванията, извършени от Първата Дунавска екоекспедиция (1976 – 1980 години), съставена от ученици и природолюбители от град Белене, ръководени от учителката по биология Анка Врайкова и, по предложение на института по екология към БАН, блатата на остров Персин (о. Белене) са обявени за резерват със заповед № 1106 от 2 декември 1981 г. Състои се от свързаните помежду си езера Песчиня (Рибя уста) – 182 ха, Мъртво блато – 122,6 ха, Старото блато и Дульова бара – 80,6 ха. Буферната му зона е с площ 551,3 ха. Трите езера представляват релефно понижение към средата, като дълбочината им по време на пълноводие на Дунав достига 2 метра. Езерото „Песчиня“ е продълговато, с чисто дъно и много риба. Резерватът е обрасъл с вековни върби, камъш, тръстика, водна лилия – едно от най-големите находища в България (блатото Дульова бара), плаващ воден дяволски орех – джулюн (срещащ се само тук и на още две места в България), водна папрат, четирилистно разковниче и друга блатна растителност. Поради това върбите по западния му бряг са любимо място за кормораните и други блатни птици. Тук се срещат 19 редки видове водоплаващи птици, в т.ч. малкия корморан, големия корморан, речната чайка, дивата патица, сивата гъска, белочелата гъска, червеногушата гъска, бялата чапла, белобузата рибарка, червеновратия гмурец. По-постоянен обитател на о. Персин е червеникавата чапла, която се среща рядко в Европа и е под закрилата на закона. Тук могат да се видят черен щъркел, немия лебед и къдроглавия пеликан. Повечето от растителните и животинските видове, които се срещат в резерватите на Архипелага са вписани в Червената книга на България. Голямото значение на резервата „Персински блата“ се определя не само от гнезденето на редки видове птици, а и от това, че той е важен етап от миграционния прелет на много водолюбиви птици. По-голямото от блатата – Мъртвото е разположено между островната опашка и блатото Песчиня. Гърлото му в долния край е отделено от Дунав с шлюзово съоръжение, наречено Гарда. По време на високите пролетни „черешови“ води, вратите на гардата се отварят и по канал, дълъг 2 км, водата навлиза първо в Мъртвото блато, а оттам и в езерото Песчиня. С водата навлиза и голямо количество различна по вид риба. Блатото Песчиня е единственото в България място, където гнезди червеновратия гмурец. Тук се намират най-многочислените колонии от белобуза рибарка. Единствено тук и в резервата Сребърна се е запазила като гнездеща речната чайка. В резервата „Персински блата“ все още гнезди и застрашената от изчезване като вид сива гъска. Тук е едно от двете местообитания в България на големия корморан. Остров Китка (о. Люта) е държавен биосферен резерват с площ 25,4 ха, обявен за резерват със заповед № 1106 от 2 декември 1981 г. Типични за него са девствените върбови гори, които се наблюдават от института по заливните гори във Виена и са обект на програмата „Зелен Дунав“. На острова гнезди двойка морски орли – един изключително рядко срещан вид, включен в червената книга на България. Морският орел е защитен от ЗЗП / 1962 г. Остров Китка и блатата на остров Персин (о. Белене) са обявени за резервати през 1981 година, а на остров Милка, заради двойката морски орли и естествената заливна гора, не се извършват никакви горско-стопански дейности. С цел опазването му е наложително разгръщането на по-широка разяснителна работа сред ловците, както и стриктното спазване на Вашингтонската конвенция за ограничаване на търговията със застрашени видове.

### Блатото Кайкуша – влажна зона
Блатото „Кайкуша“, разположено в Дунавската равнина, до градовете Белене и Свищов е пример за съдбата на влажните зони през последния век. До пролетта на 1948 г., по време на така наречените „Черешови води“, низините по крайбрежието на реката са били изцяло заливани. Оттеглянето на водите е оставяло обширни блатисти площи, подобни на Свищовското и Беленското блата. Периодично заливани – мочурищата и постоянните блата, са покривали около 11 000 ха. Цялата територия е била използвана главно за риболов и животновъдство. След Втората световна война основната политика на България (както и на другите Европейски страни) е насочена към създаване на нови райони за интензивно земеделие на храна за хората. Вследствие на това през 1952 г. започва отводняването на дунавските блата. Директната връзка с р. Дунав е прекъсната и е построена система от диги и отводнителни канали. Това е довело до пълното пресушаване на огромна част от блатата. Един от остатъците на големите блата е Кайкуша, който поради изключително разнообразният си птичи свят през 1978 г. е обявен за защитена местност. По-голяма част от бившите блата обаче са превърнати в обработваеми земи. Една част от тях, въпреки впечатляващите отводнителни системи остава непригодна за земеделие. На такова място например е изграден рибарника край с. Деко̀в. Сега стойността на Кайкуша както за хората, така и за Природата е силно намаляла. Икономическото състояние на страната и района са довели до ситуация, при която Кайкуша не носи почти никаква полза за местните хора. Поради прекъснатата връзка с реката блатото не може да играе ролята на естествен развъдник за рибата. Ето защо за разнообразието в „Свищовско-Беленската низина“ може да се говори само в минало време. Единствено може да се предполага за разнообразието на дивия свят, обитавал територията от 1200 ха в някогашните постоянни блата. Патици, потапници, гмурци и дъждосвирци са се размножавали в блатата. Последните са служили за богата хранителна база на обитаващите ги през размножителния период или по време на миграциите и зимуването чапли, ибиси, пеликани, корморани, щъркели и гъски. Тук са идвали да търсят храна и гнездилите на о. Персин колонии от най-различни видове чапли и корморани, достигали до 9000 екземпляра. Блатата са предоставяли отлични условия не само за редки видове риба, но и за ценните в стопански отношение – щука, сом и шаран. В блатата са намирали убежище и вече застрашените в цяла Европа видри. През 1978 г. Кайкуша предоставя, все още добри условия за размножаване на водолюбиви птици, което причина за обявяването му за защитена местност. Последващите действия в района, не са съобразени с ефекта, който ще имат върху Кайкуша и довеждат в наши дни до пълното осушаване на блатото. Сред малкото днешни обитатели на защитената местност са водните костенурки, червенокоремни бумки, водни жаби, жаби-дървесници, шаварчета и някои прелитащи в търсене на храна чапли. Липсата на достатъчно дълбока вода е довело до пълното обрастване с тръстика (вторична сукцесия). Липсва водното огледало.
В продължение на много години хората от селата и градовете около Кайкуша са живели със и от влажните зони. Дълго време това е било едно противоречиво взаимодействие. Реката с периодичните си наводнения е била заплаха, но в същото време е била и източник за преживяване: риболовът е бил, а и сега е важен икономически фактор, типичен за района. В хрониките се споменава, че в средата на 19 век по р. Дунав и от блатата край с. Белене и гр. Свищов се лови много риба. Данните сочат, че през 1851 г. е имало износ на риба за Молдова, Русия, Сърбия и Влашко, а за Австрия – рибна мас. Изнасят се големи количества прясна и прясно осолена риба /косат, шаран, моруна и щука/ за Цариград, Варна, Габрово, Пловдив, София и др. Някои данни от 20 век свидетелстват за все още съществуващото рибно богатство на реката. Така например през 1926 г. уловът на риба от Свищовското и Беленското блата е достигнал 442 тона. В наши дни ситуацията е коренно променена. Блатата са пресушени, а рибарите трудно могат да се похвалят с такъв улов от река Дунав. Освен рибата, блатата са били източник и на други ресурси. Влажните ливади са предоставяли добри възможности за пасищно животновъдство. Огромните по площ блата са били обитавани от различни видове водоплаващи птици. Липсата на открита водна площ е причина за изчезване на многобройния преди дивеч, което е еднакво лошо както за ловците и рибарите, така и за биологичното разнообразие. Обширните масиви с тръстика и папур са били ценен строителен материал. Тази суровина се е използвала интензивно и е била съществен икономически ресурс. Богатата флора и фауна е била причина още през 1940 г. Свищовско-Беленските разливи да бъдат характеризирани като „първокласен обект на стопански туризъм“. Именно стопанската значимост на това природно богатство кара Стоил Станев да възкликне: "Това единствено съображение да се създаде от Свищовско-Беленските разливи обект на стопански туризъм е достатъчно, за да бъде запазена „Свищовско-Беленската низина“ непокътната като природен паметник. И ако тук има засегнати частни интереси, ще трябва да отстъпят на общия национален интерес. Предприетото пресушаване на низината ще трябва да се коригира..."

## История
Белене е селище с близо десетвековна история. Животът тук съществува от дълбока древност. В локализираните над 20 тракийски могили са открити пет културни пласта. Първите датират от късния неолит, продължават през бронзовата и медната епоха и са доказателство за непрекъснат живот по тези места в продължение на 1200 години. От IV век пр.н.е. до началото на I век. тези земи са обитавани от тракийското племе гети, наричано още димензи. Белене възниква на мястото на древно тракийско селище, по-късно римска крепост и митническа станция Димум, просъществувала до 1 век. Наличните данни определят неговото възникване през 1086 г., когато част от павликянското население след потушаване на Тракийското въстание напуска околностите на Пловдив и се заселва до разрушената и обезлюдена древноримска крепост Димум (Думом).
През Средновековието селището се е наричало Дунавград (Tunaburgos). В околностите на Белене са открити следи от славянско селище и землено укрепление. Липсват обобщени сведения за селището за периода от 5 до 15 век.
Селото се споменава в османски регистри от 1479/80 година, като по това време е павликянско село с 49 домакинства. По-късно павликяните от селището се покатоличват. От историята и легендите са известни около 18 наименования на селището. По-популярните са: Димум, Павликянско Белене, Белянско, Белени. Заселилите се в него павликяни изповядват една от разновидностите на богомилската ерес. От една страна те се опълчват срещу християнството, а от друга не желаят да приемат исляма. За да се спасят и смекчат турските издевателства от 1605 г. до 1620 г. павликяните биват приобщени към католическата вяра от босненския католически мисионер епископ Петър Солинат. Независимо от приемането му в лоното на Римокатолическа църква, населението запазва езика и народността си. Приемането на католическата вяра се отразява благотворно върху развитието на Белене.
Според проф. Любомир Милетич, след погрома на Чипровското въстание от 1688 г. около 2000 души от Белене се преселват във Влашко за да се спасят от турските зверства. След време част от тях се завръщат, но някои вече усвоили румънския език и нрави. След Освободителната Руско-турска война от 1877 – 1878 г. турците се изселват, а се заселват българи от Габровско, Еленско, Тревненско и Търновско, с което Белене остава с чисто българско население.
С Указ № 546 на Президиума на Народното събрание от 7 септември 1964 г. Белене е обявен за град. Общината е обособена с Указ № 2294 от 22 декември 1978 г. Тук се е намирал и най-големият Концентрационен лагер („ТВО Белене“) след вземане на властта от Комунистите и Отечествения фронт в България. Той е създаден на остров Персин (или познат още и като о. Белене (остров)) на р. Дунав през пролетта на 1949 г. с цел там да бъдат концентрирани всички лагеристи в страната и през 1950 година повечето други лагери, като Ловеч, Куциян, Скравена, Босна, Бухово и други, са закрити, а затворените в тях – преместени в Белене.
Съвременната история на град Белене е представена в документалния филм „Проблемът с комарите и други истории“, чийто фокус са АЕЦ „Белене“ и концлагерът.

## Население
Численост на населението според преброяванията през годините:
| \| Година на преброяване \| Численост \| \| --------------------- \| --------- \| \| 1934 \| 6088 \| \| 1946 \| 6898 \| \| 1956 \| 10 746 \| \| 1965 \| 8905 \| \| 1975 \| 9177 \| \| 1985 \| 9134 \| \| 1992 \| 10 453 \| \| 2001 \| 9986 \| \| 2011 \| 8512 \| \| 2021 \| 6533 \| |           |
| Година на преброяване | Численост |
| 1934 | 6088      |
| 1946 | 6898      |
| 1956 | 10 746    |
| 1965 | 8905      |
| 1975 | 9177      |
| 1985 | 9134      |
| 1992 | 10 453    |
| 2001 | 9986      |
| 2011 | 8512      |
| 2021 | 6533      |

Етническият състав включва 6195 българи, 283 турци и 91 цигани.

### Религии
За разлика от повечето други български градове, преобладаващата религия в град Белене, също като гр. Раковски в област Пловдив, е католическото християнство. Изградени са и функционират две католически църкви – „Рождение на Блажена Дева Мария“ (1860 г.) и „Свети Антон Падуански“ (1893 г.), една православна – „Свети Великомъченик Георги“ (1874 г.), и един „Параклис на Божието милосърдие“ (2011 г.) в двора на хотел, близо до градския плаж.
Белене е родно място на Блажения Епископ Евгений Босилков (1900 – 1952), мъченик за вярата и беатифициран на 15 март 1998 г. в базиликата „Свети Петър“ от папа Йоан-Павел II. В църквата „Рождение на Блажена Дева Мария“ се намира Светилището с късче от мощите на Монсеньор Босилков – място за поклонение на вярващите християни.

## Политика
Избори за кмет на Община Белене:
- 2023 г. – Милен Дулев (Местна коалиция) 61,33%[9]
- 2019 – Милен Дулев (Местна коалиция) 51,41%[10]
- 2015 – Милен Дулев (МК Бъдеще за Община Белене) 57,19%[[11]
- 2013 – Момчил Спасов (Коалиция за България) 51,20%
- 2011 – Петър Дулев (Коалиция за България) 50,75 %
- 2007 – Петър Дулев (Коалиция за България) 54,08 %
- 2003 – Петър Дулев (Коалиция за България) печели на първи тур с 58 % срещу Емил Михайлов (СДС).
- 1999 – Емил Михайлов (СДС) печели на втори тур с 52 % срещу Петър Дулев (БСП, БЗС Александър Стамболийски, БСДП).
- 1995 – Петър Дулев (Предизборна коалиция БСП, БЗНС Александър Стамболийски, ПК Екогласност) печели на първи тур с 56 % срещу Петър Добрев (Народен съюз).

### Побратимени градове
- Вигонца, Италия
- Белвил-на-Лоара, Франция
- Хаидушамшон, Унгария
- Деврек, Турция
- Лазне Белохрад, Чехия
- Попещ Леордени, Румъния
- Обнинск, Русия

## Икономика
Община Белене е сред общините, които се характеризират с периферен статус. В същото време тя може да бъде определена и като такава в неравностойно положение, поради факта, че малкият размер се съчетава с ниско ниво на развитие на местната икономика и географско положение на брега на р. Дунав. Нивата на услугите в селските райони са значително по-ниски от тези в урбанизираните територии и са далече под средните нива за ЕС.
Град Белене е структуриран като енергиен център през периода 1970 – 1990 г. на миналия век, със започване строителството на Хидротехнически комплекс „Никопол-Турну Мъгуреле“ и Втората атомна електроцентрала. След спиране на двата обекта и последвалите икономически затруднения, са налице редица проблеми и ограничения. Местната икономика, доминирана от строителството, преработвателната промишленост и селското стопанство, постепенно загуби голяма част от своята конкурентоспособност. Основните причини за настоящото състояние са свързани с напускане на големите строителни компании след спиране дейностите на площадката на АЕЦ-Белене, загубата на пазари във връзка с икономическата криза, остарелите техника и технологии, ниската производителност на труда, раздробеното, неполивно и нискоефективно селскостопанско производство, недоизградена и/или амортизирана бизнес, техническа, социална и туристическа инфраструктура. Всичко това доведе до увеличаване на безработицата с бързи темпове до 9,56 ‰ (октомври 2010 г.), съгласно данни на Бюро по труда – гр. Белене), намаляване на доходите, засилване на неблагоприятните демографски тенденции (намаляване на населението с 12 % за последните 10 г., увеличаване на миграционните процеси и др. по информация от НСИ).
Тези проблеми са резултат предимно от намаляващата привлекателност на селските райони, като място за работа и за живеене, и увеличаващите се различия между селските и градски райони. С влошаващото се качество на живота и намаляващите възможности за работа селските райони преживяват демографски спад и свързаната с него намаляваща заетост и се наблюдава трайна миграция към градските центрове на селското население.
Основни работодатели в общината са военно формирование 55-и инженерно-сапьорен полк (Поделение 28880), която активно участва във всички задгранични мисии на Българската армия, няколко големи шивашки цеха, изнасящи продукция за Италия и Турция, фирма за производство на месни продукти „Микроарт-7“, фирма за луксозни мебели ПТ – ГЕОРГИ ДЕНЕВ, ЕСМ – „Инженеринг“ АД, МАЙКРОМЕТ – ООД, ЕНЕРКЕМИКАЛ ЕООД, които извършва строително-монтажни работи и производство на бетонни вибро-елементи и изделия, – производство на метални конструкции и съоръжения и др, Община Белене, няколко банкови институции.
Растениевъдството заема най-голям дял от селскостопанското производство на Общината. Структурата на производство се характеризира с преобладаващо производство на полски култури. Основни култури са: пшеница, ечемик, царевица, рапица, слънчоглед. От земеделските земи с най-голям дял са нивите. Не са малко на брой и животновъдните стопани, отглеждащи добитък – предимно крави, овце и кози.
Основната тежест на общинската икономика се поема от микропредприятията, които показват най-добри общи икономически резултати. Перспективите са за продължаване на тенденцията в контекста на строителството на втора атомна централа, като се очакват по-добри резултати и от останалите видове стопански единици.
Основните структуроопределящи предприятия в местната икономика са:
- НЕК" – ЕАД, клон „АЕЦ – БЕЛЕНЕ“ – инвестиционно предприятие с предмет на дейност съхраняване и поддържане на доставеното оборудване и незавършено строителство на площадката на „АЕЦ – Белене“;
- МАЙКРОМЕТ – ООД – производство на метални конструкции и съоръжения;
- ЕСМ – „ИНЖЕНЕРИНГ“ АД – строително-монтажни работи и производство на бетонни вибро-елементи и изделия;
- „МУЛТИТЕРМ“ ООД – отоплителни и вентилационни инсталации и топлоизолации;
- СД „МИКРОАРТ – 7“ – производство на колбаси и други месни изделия;
- ЕТ „ПТБ – ГЕОРГИ ДЕНЕВ“ – производство на мебели;
- ЕНЕРКЕМИКАЛ ЕООД

На територията на общината са регистрирани общо около 270 търговски предприятия, които работят главно в сферата на търговията и услугите.

### АЕЦ Белене
Един от основните икономически фактори за развитието на общината е НЕК ЕАД – София – клон „площадка АЕЦ Белене“ – инвестиционно предприятие с предмет на дейност съхраняване и поддържане на доставеното оборудване и незавършено строителство на площадката на „АЕЦ – Белене“. След взетото правителствено решение и подписаното споразумение за строеж на АЕЦ-Белене предприятието е закрито, а служителите му ще бъдат преназначени в ново предприятие, чието име все още не е известно.

### Транспортна инфраструктура
През територията на общината не преминават международни пътища, както и автомагистрали и първокласни пътища от републиканската пътна мрежа.
Основната част от пътищата са четвъртокласни. Характерни са ниските им транспортно-експлоатационни качества и пропускателна способност, което се отразява отрицателно върху движението и транспортната достъпност до селищата.
Списък на общинска пътна мрежа – IV клас в община Белене:
- IV-52025-/II-52/ – Татари-Петокладенци – 9,8 km
- IV-52026 – Деко̀в-спирка Деко̀в – 1,3 km
- IV-32030 – Бяла Вода-Драгаш войвода – 6,75 km
- IV-52031-/II-52/-Кулина Вода – 5,8 km
- IV-34205 – Санадиново-Петокладенци-Стежерово – 6,3 km

Списък на местните пътища в община Белене:
- Път №1 Път гр. Белене-ХТК /включващ обходен път/-11,26 km
- Път №2 Пътна връзка РСБ-път с. Деко̀в – 0,290 km
- Път №3 Белене-АЕЦ /външен път III етап/ – 5,195 km
- Път №4 гр. Белене-АЕЦ /външен път I етап/ – 5,800 km

До гр. Белене има изградена железопътна мрежа, но движението на влакове по отсечката Ореш – Белене е спряно поради нерентабилност.
Местоположението на гр. Белене по второстепенния ръкав на р. Дунав и наличието на Беленския комплекс острови не позволява изграждането на пристанищен терминал за речен превоз. За тази цел биха могли да се ползват близкото пристанище Свищов, където е най-близкият гранично-пропускателен пункт с Република Румъния. Новият фериботния комплекс Никопол – Турну Мъгуреле или бъдещото строителството на АЕЦ – Белене биха стимулирали подобряването на местната транспортна инфраструктура.

## Култура и образование
В гр. Белене съществуват 4 театрални самодейни състава:
- театрална трупа „Ядреналин“ към ПГЯЕ „Мария Склодовска-Кюри“, режисьор Митко Рупов
- театрална трупа към СУ „Димчо Дебелянов“, режисьор Фердинанд Савчев
- театрален състав „БелАрт“ към НЧ „Христо Ботев-1892“ режисьор Митко Рупов.От 2021 година трупата е принудена да напусне читалището и се изявява като самостоятелна.
- театрална трупа към ОУ „Васил Левски“ режисьор Павел Каракашев.

Трупите редовно участват в Международния фестивал на любителските комедийни театри, пантомима и сатира гр. Тополовград, Националния фестивал на любителските театри с международно участие гр. Каварна, Националния фестивал на любителските театри без жури гр. Трявна, Националния фестивал „Лачените обувки“ гр. Берковица и други

### Образование
- Професионална гимназия по ядрена енергетика „Мария Склодовска – Кюри“, директор: инж. Мая Гъркова
- СУ „Димчо Дебелянов“, директор: Анелия Генова
- ОУ „Васил Левски“, директор: Румяна Богданова

### Редовни събития
- Фестивал „Театрални срещи“ – май
- Традиционен турнир по футбол на малки врати „Георги Цветков“ – януари и февруари
- детски футболен турнир под Егидата на Кмета на Общината
- Международна регата TID по р. Дунав – през 2014 г. регатата не спира в гр. Белене;
- Традиционен панаир на гр. Белене – всеки първи уикенд на месец септември (петък-неделя)

### Фолклор
Белене, към читалище „Христо Ботев-1892“: Група за автентичен фолклор „Извор“, фолклорен ансамбъл за обработен фолклор „Димум“ (с участия в международни концерти и фестивали в Румъния, Гърция, Турция, Италия, Франция, Унгария и др.), школи за народни танци – обхващат 80 деца на различни възрасти, детски театър и театрална
трупа „БелАрт“, група за стари градски песни „Беленка“, мъжка вокална група „Стил“, кръжок „Млад краевед и природозащитник“;

### Кухня
- Триеница (домашна юфка с месо);
- Прясол (влашко ястие от печени чушки, домати и патладжан с чесън и печена риба);
- Мазница и бърканица (вид тутманик);
- Лукми (вид бухти);
- Качамак;
- Смесена туршия /пупиреница/ (приготвя се от различни зеленчуци и плодове)

### Забележителности
В далечното минало за Белене са били типични тесните, кални и прашни улици и схлупени къщи, покрити със слама. Имало и много землянки. Безбройните блата в низината и островите били развъдник на комари, а маларията – нещо обичайно в живота на беленчани.
Археологически и архитектурни обекти:
- Регистрирани са над 20 тракийски могили, над 36 паметници от римски, ранносредновековни и средновековни селища;
- Kрепост Димум – античната митница на Мизия, останките са в гр. Белене на брега на Дунав;
- Антични канали „Гърла“ – западно и източно от Белене;
- Останки от средновековното селище Секуриска край с. Бяла вода;
- „Правия камък“ край село Петокладенци;
- Некропол от 7 могили край с. Деков и древноримска баня в двора на училище „В. Левски“ в Белене;
- Военни паметници: два в Белене (в Парка на признателността и в църквата „Рождество на Блажена Дева Мария“) и един в с. Татари (на градския площад);
- Музейни сбирки към читалище „Христо Ботев-97“ в Белене и читалището в с. Деков.

В памет на загиналите във войните граждани на община Белене са построени 3 военни паметника – 2 в Белене (в Парка на признателността и в църквата „Рождество на Блажена Дева Мария“) и един в с. Татари (на градския площад).

#### Димум – античната митница на Мизия
Римският град Димум в Белене е обявен за паметник на културата от национално значение с ДВ бр. 88/1965 г. Античният Димум е бил част от укрепителната система на дунавския лимес на Римската империя.
Паметникът е със значителна историческа, художествена, научна и познавателна стойност и може да се превърне в оригинална и желана туристическа дестинация.
Уникалността му се свързва с откритите останки на първата, най-древна митническа станция в Мизия (римска провинция, обхващаща днешна Северна България), когато река Дунав става граница на Римската империя. Сведения за това се съдържат в надпис от Гиридава. Димум е бил входна търговска врата за региона (I-IV век след Хр.) и един от най-ранните военни кастели, важен военен пункт от римската епоха (9 – 14 г.), включващ и база на дунавската флота. В периода 325 – 337 г. Димум е един от големите градски крайдунавски центрове и последната, най-северна митническа станция на диоцеза Илирик – Potrorium Iliricum. Откритите паметници показват, че в непосредствена близост се е развил и голям тракийски център с резиденция на тракийски владетел (I хил. пр. Хр.). Дотук е стигнал в похода си през Тракия и великият Александър Македонски, създателят на първата световна държава в древността.
През 1905 г. Шкорпил за първи път описва Димум. През 1989 – 1990 г. Димитрина Митова-Джонова започва археологически проучвания на кастела, наложени от строителни дейности в двора на ОУ „Васил Левски“. В резултат на това са установени границите на крепостта, като са разкрити западната правоъгълна външна кула, фланкираща западната порта и участък от южната крепостна стена с U-образна кула. Направена е консервация на U-образната кула със запечатка от цимент и речен филц. Добре запазените останки от крепостните стени и кули на Димум (от южната му половина, другата сега се намира под водите на р. Дунав) дават възможност за тяхното експониране и представяне по атрактивен начин пред туристите.
На настоящия етап и двете открити части от кастела се нуждаят от спешна реставрация и консервация.
Западната кула се намира на брега на река Дунав, в терен, отреден за Крайдунавски парк. От западната кула над терена са останали западната крепостна стена с дължина 55 метра, южната и част от западната стена на кулата. Цялата северна страна и северозападният ъгъл на кулата липсват изцяло. Те, заедно с цялата северна част на Димум, са отнесени от водите на Дунав. Предполага се, че северната стена на кулата е била на разстояние 13,80 м от вътрешната страна на южната стена – върху най-стръмната част от брега на реката.
Южната крепостна стена се намира в двора на ОУ „Васил Левски“, изцяло под нивото на прилежащия терен. От крепостната стена са разкрити около 60 м, началото на югоизточния ъгъл на крепостта и U-образна кула. В добро състояние е само U-образната кула. Останалата част от крепостта се е рушила и затрупала цокъла от ранния период на изграждане на стената.

## Известни личности

### Родени в Белене
- Евгений Босилков (1900 – 1952), епископ на Никополската епархия и мъченик на вярата
- Михаил Борозенков, пътешественик
- Карл Раев (1881 – 1967), католически свещеник
- Никола Алексиев (.....-1964 г.), първият депутат от с. Белене

### Живели в Белене
- отец Дамян Талев (1911 – 1998), католически свещеник, администратор на Никополската епархия
- епископ Петко Христов (1950 – 2020), епископ на Никополската епархия
- отец Паоло Кортези (р. 1974) – католически свещеник, пасионист

### Починали в Белене
- епископ Иполито Агосто (1838 – 1893), епископ на Никополска епархия
- Александър Гиргинов (1879 – 1953), политик
- Димитър Савов (1887 – 1951), политик
- отец Игнат Бадов (1919 – 2001), католически свещеник, възкресенец